# Dichagyris rubidior
Dichagyris rubidior är en fjärilsart som beskrevs av Corti 1933. Dichagyris rubidior ingår i släktet Dichagyris och familjen nattflyn. Inga underarter finns listade i Catalogue of Life.